# Еміль де Жирарден

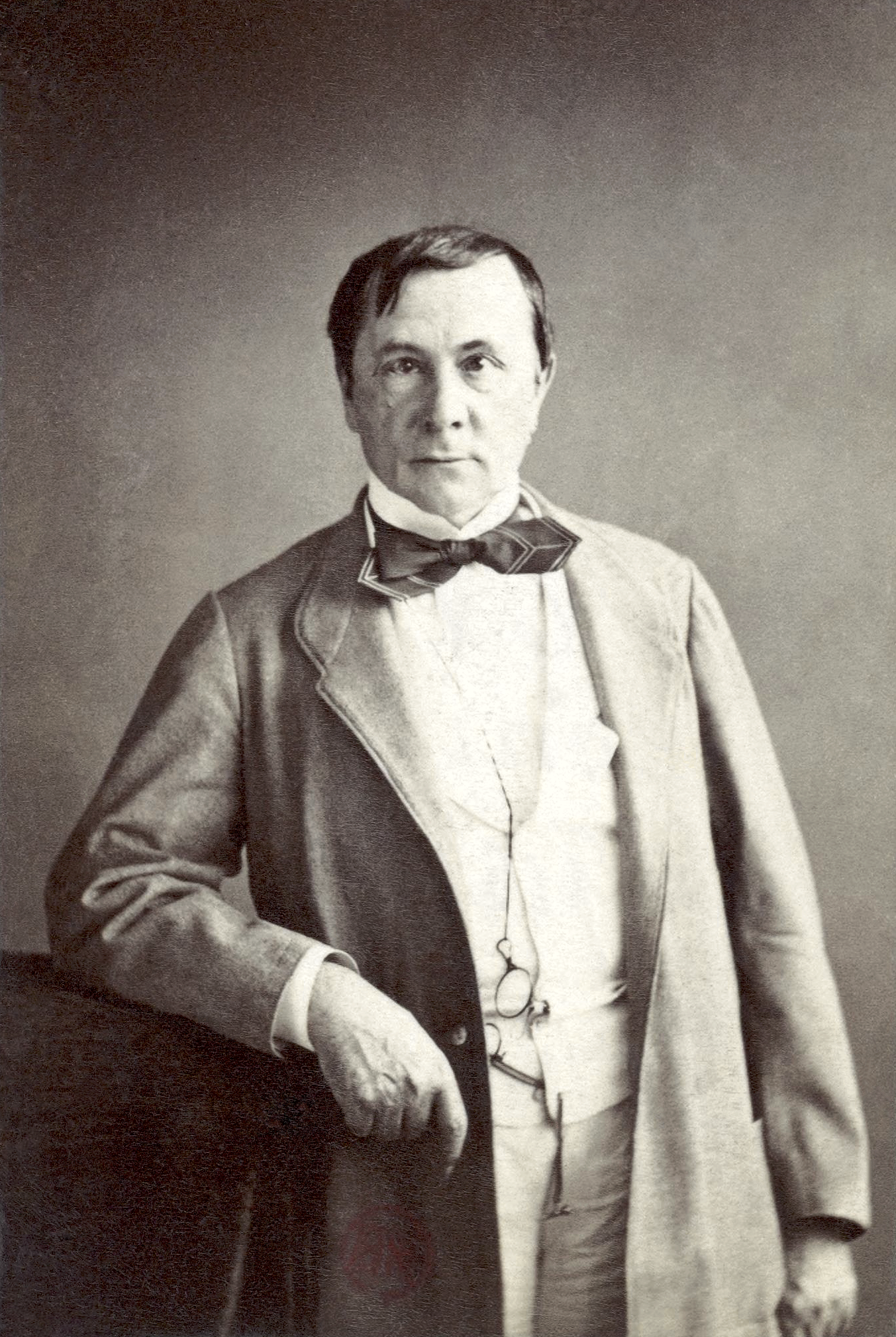
Еміль де Жирарден. Фото Надара

Еміль де Жирарден (фр. Émile de Girardin; 21 червня 1806, Париж — 27 квітня 1884, Париж) — французький журналіст, позашлюбний син генерала графа Олександра Жирардена. Чоловік відомої письменниці Дельфіни де Жирарден (до шлюбу Ге) з 1831 року до її смерті в 1855 році.

## Біографія

### Дитинство і дебют у літературі
Еміль де Жирарден народився 21 червня 1802 року в Парижі, під ім'ям Еміля Деламоса, яке він носив до свого повноліття. Як позашлюбний син, він був далеко від своїх батьків. Своїх названих батьків він залишив в 1814 році на десять років задля навчання в Нормандії. Він навчався в коледжі d'Argentan і захоплювався книгами в розкішній бібліотеці замку Ле-Бур-Сен-Леонар.
У 18 років він повернувся до Парижу в пошуках своїх батьків. Його батько признав, (але не мати, дружина судді, Жозеф-Жюль Дюпюї). Еміль регулярно їздить в Шатне-Малабрі з його батьком. У 1827 році йому виповнився 21 рік і він привласнив ім'я своїх батьків, Еміль де Жирарден. Так він підписав свій перший роман («Еміль»), частково автобіографічний, написаний у романтичному стилі. У 1829 році він переїхав до Парижу і був призначений на посаду заступника інспектора витончених мистецтв.

### Його сім'я
Він був незаконнонародженим сином Аделаїди-Марі Дюпюї (1775-1851, уродженої Фагнан), дружини Йосипа-Жюль Дюпюї, імперського прокурора в Гаяні і дочки співробітника з фінансових питань старого режиму. Батько його — граф Александр Роберт Луїс де Жирарден (1776-1855), який служив в армії під час наполеонівських кампаній і відзначився у всіх війнах імперії, включаючи Аустерлицьку битву, де він із десятьма товаришами взяв 400 полонених і чотири гармати, і Островно, де з двома батальйонами, він відсунув шість тисяч росіян. Його блискуча поведінка принесла йому звання генерал-майора. Він був призначений першим мисливцем Людовіка XVIII і Карла X. Олександр де Жирарден визнав своє батьківство 24 грудня 1827 року перед комітетом Палати депутатів.
1 червня 1831 року в Парижі Еміль де Жирарден одружився з Дельфіною Гей (дочкою відомої Софі Гей). Вона народилася в Аахені в 1805 році. Дельфіна зачарувала Еміля своєю дотепністю та літературним талантом. Дельфіна опублікувала свої перші вірші французькою мовою в 1824 році. Перший збірник поетичних есе мав великий успіх, і поетеса була нагороджена 1500 франками — премією короля Карла X. У 1827 році Дельфіна отримала в Римі пропозицію поставити свою п'єсу римських бранців в Алжирі. Вона пише успішні романи: Лоргнон, маркіз Понтанжес, Маргарита, а також вдалі комедії: Школа журналістів, Леді Тартюф, боязливий Джой. Після одруження вона пише для La Presse, газети чоловіка, під псевдонімами Лео Леспес, Шарль-де-Лоні, Віконт де Лоне, і т. д.
Через таємний зв'язок з мадам де ла Брюнетьер (Тереса Кабаррус, 1802-1877) Жирарден має позашлюбного сина, Олександра Еміля де Жирардена (1839-1911).
31 жовтня 1856 в Парижі Жирарден вдруге одружується з Вільгельміною Жозефіною Рудольфіною «Міні» Брюнолд (1834-1891), дочкою принца Фредеріка Нассау, названого в 1844 році графинею Тіфенбахе. Від їх союзу народилася дочка, яка померла дуже молодою (1859-1865). Шлюб розпався в 1872 році.

## Журналістська діяльність

### «Волльор» та «Ля Мод»
Почавши в 1828 р зі скромного літературного тижневика«Волльор», двадцятидворічний Еміль, досягає успіху в 1829 р, заснувавши «як для двору, так і для простолюду» журнал «Мод», де можна було бачити імена Жорж Санд, А. Дюма, Ежена Сю, Бальзака, але в основному заповнений рекомендаціями щодо питань моди.

### «Гард насьональ»
Першою його спробою звернутися до більш широкої аудиторії і діяти в «дусі часу» стає газета «Гард насьональ», яку він хотів в інтересах Липневої монархії зробити «елітою нації, яка пов'язує чотири мільйони
громадян». Спроба була невдалою, але урок не пройшов даремно.

### «Журналь де конессанс ютиль»
Трохи приземлившись у своїх бажаннях, але в тому ж прагненні до завоювання читачів, Жирарден засновує в 1831 р щотижневий «Журналь де конессанс ютиль», де за 4 франка на рік (замість звичайних 15-ти) він на 32 сторінках надавав «корисні знання» з питань політики, сільського господарства і торгівлі своїм читачам.
Його задача як редактора — одночасно роз'яснювати читачам їх «борг, право і вигоду». Як відразу з'ясувалося, такий читач знайшовся. Менш ніж через рік журнал мав 132 тисячі передплатників.

### «Альманах де Франс»
Натхненний успіхом, він випускає «Альманах де Франс» за 1832 рік тиражем 1 млн. 300 тис. Тепер він вже досить відомий у політичних та журналістських колах, а в 1834 р стає депутатом Національних зборів. Правда, його політичне обличчя виглядає не надто сформованим, якщо судити про нього по діяльності Жирардена-видавця.

### "La Presse"("Преса")
Найуспішніший видавничий проект де Жирардена — заснування ним у 1836 році нової політичної газети "La Presse" ("Преса"), річна передплатна ціна якої (40 франків) була вдвічі нижча за інші видання. Де Жирардену вдалося перетворити свою газету на незалежне видання, а публікації в газеті "La Presse" нерідко викликали роздратування влади. За опубліковані слова «ми знову потрапили під деспотизм шаблі» де Жирарден у 1848 році був заарештований за розпорядженням генерала Ежена
Кавеньяка — голови виконавчої влади, а видання його газети було припинено. Випущений на свободу після 9-денного одиночного ув'язнення та 11-денного перебування під домашнім арештом де Жирарден помстився Кавеньяку, відчайдушно борючись проти його кандидатури на посаду президента республіки. При цьому він став на бік принца Луї-Наполеона. Однак після обрання його членом законодавчих зборів, де Жирарден став противником бонапартизму. Як народний депутат, де Жирарден постійно виступав на захист повної свободи преси.

## РеформиЖирардена

### Винахідник«прихованої реклами»
З ім'ям де Жирардена пов'язується і поява в європейській періодиці першої «прихованої реклами». Виникнення такої реклами відзначається фахівцями іще в газетах XVIII століття, але подібні повідомлення
приватних осіб було легко відрізнити від редакційного тексту, хоча б за місцем публікації в газеті та за спеціальними позначками-маркерами типу N.B. чи P.S. Проте на початку XIX століття почали з'являтися такі повідомлення рекламного характеру, які важко було відрізнити від редакційного тексту. Оскільки до редакційної частини публіка ставилась з більшою увагою та довірою, ніж до відділу оголошень, то такі оголошення для того, хто рекламував, мали велику цінність. Де Жирарден ураховував це і брав за рядок повідомлення значно дорожче, ніж за рядок оголошень. Ці повідомлення траплялися двоякого роду: в одних наприкінці замітки, цікавої самої по собі, наводилася фраза чи кілька фраз рекламного характеру, в інших не було навіть натяку на рекламу, хоча фактично вся замітка публікувалася в цілях реклами.

### Диверсифікаціяпреси
Жирарден зумів залучити до співпраці знаменитих письменників свого часу: Бальзака, Ежена Сю, Жорж Санд, Гаварні та ін. Жирарден також зумів
залучити до роботи Теофіля Готьє в рубрику «Витончені мистецтва» (Beaux-Arts), Віктора Гюго (соціальна проблематика), Граньє де Кассаньяка (історична та
релігійна тематика), Гользана (етичні замальовки), Норвена (записки про Імперію), Жюля Сандо (літературні новинки). 
Жирарден вирішив друкувати романи з продовженням, чим зміцнив і без того солідні зв'язки між пресою і літературою.
У Франції існувала поштова монополія, яка забороняла вільний продаж, тому ринок преси не був розвинений. Адже поштовий місячний абонемент коштував дуже дорого, перевищуючи зарплату паризького робітника або складаючи одну десяту річної зарплати сільського вчителя. У 1836 році Еміль Жирарден наполовину знизив вартість річної передплати.
Крім дебатів про ціни та фінанси, ця ініціатива спровокувала першу велику полеміку про стиль преси. Газети повинні були стати простішими, ближчими до «натовпу»
(у той час ще не говорили про «народні маси»), а не обмежуватися інтелектуальними або політичними
колами.
Стала набирати популярність формула Жирардена: «Публічність фактів, а не полеміка ідей».

### Ідея «дешевої газети»
В основі його плану лежав розрахунок. Газета приносить
збитки, тому що витрати на кожен її примірник перевищують його роздрібну ціну. Треба перетворити газету в таке підприємство, яке, збільшуючи обсяг продукції, знижувало б її собівартість. Зі свого видавничого досвіду Жирарден вже знав, що число здатних і бажаючих читати газету  значно перевищує число здатних купити її.
Знизивши ціну на підписку, можна розширити коло читачів і, отже, збільшити тираж. Однак той же досвід показував, що збільшення тиражу в справжніх умовах
може бути лише обмеженим і поки не в змозі покрити всіх витрат на видання газети. Найбільшою пунктом
витрат був податок, так званий гербовий збір, що становив більше половини всіх
податків. Тому, представляючи в 1831 році свій план голові уряду Казимиру Пер'є, Жирарден
включив до нього пункт про скасування податків на газети. На перший погляд його
прохання виглядало наївним: занадто добре було відомо, в яких стосунках перебували уряд і друк, і важко було очікувати, що уряд захоче
полегшити становище газет, настільки люто його атакували. Однак Жирарден і тут запропонував своє заспокійливе пояснення: уряду не слід побоюватися появи нових
газет, тому що чим їх буде більше, тим менше буде вплив кожної з них окремо, бо вони нейтралізують один одного в конкурентній боротьбі. Цей його довід не
здався Пер'є переконливим, і Жирарден знаходить інший вихід: частина витрат повинна бути покрита прибутком від платних оголошень. Розміщення в газеті таких оголошень
практикувалося вже давно, але, щоб плата за них була достатньою треба було зацікавити клієнтів більш широкою аудиторією. А вихідною точкою реформи Жирардена було збільшення тиражу за
рахунок зниження ціни на
підписку газети.

## Цікаві факти
- Жирарден завжди намагався бути незалежним. Показовою є його самооцінка як депутата Національних зборів: «Ми в опозиції, але не через опозицію», — говорив він. Свою відставку з депутатського місця він пояснював в тому ж дусі: «Мені немає місця між нетерпимою більшістю та непослідовною меншістю». У наслідку міністр внутрішніх справ в уряді Кавеньяка Дюфор помітить в бесіді з Тьєром: «Жирарден зраджував всі уряди одне за іншим». Відповідь Тьєра могла б задовольнити самого Жирардена: «Це прекрасний доказ того, що він їм усім служив».

- Жирарден мав багато ворогів із числа інших редакторів. Один з них, директор «Насьональ» республіканець Арман Каррель, відстоюючи свою позицію, загинув від руки Жирардена, викликавши його на дуель. Він звинувачував Жирардена в тому, що той «перетворює високу місію журналіста в просту функцію торговця новинами».

- Жирарден постійно відвідував салон мадам маркізи де Паіва(Естер Ланчман), однієї з найуспішніших французьких куртизанок XIX століття.

## Цитати
- Жінка царює, але не управляє.
- Коли зроблене нам добро не чіпає нашого серця, воно зачіпає і дратує наше марнославство.
- Найчисленніші армії — далеко не найсильніші.
- Сила слова безмежна. Вдалого слова часто достатньо було, щоб зупинити втікаюче військо, перетворити поразку на перемогу і врятувати країну.